# 9-й Греческий полк
9-й Греческий полк (9-й Заднепровский полк, полк Тахтамышева) — полк в составе 3-й стрелковой бригады 1-й Заднепровской Украинской советской дивизии, был сформирован на базе греческих отрядов армии Махно в феврале 1919 года.

## История
В 1918 году для борьбы с властью гетмана Скоропадского в Мариупольском уезде Екатеринославской губернии местными греками — румеями и урумами — было создано несколько повстанческих отрядов. В Староигнатовке был сформирован отряд во главе с В. Тахтамышевым, который действовал в районе сёл Старый Керменчик, Ново-Петриковка, Ново-Каракуба и Большая Янисоль. В районе греческих сел Малая Янисоль, Чердаклы, Келлеровка, Македоновка, Сартана действовали партизанские отряды Спруцко, Цололо и Богадици.
В феврале 1919 года штаб махновской армии объединил большинство греческих отрядов. В новообразованном формировании уже в то время насчитывалось до полутора тысяч повстанцев.
21 февраля 1919 года командующий группой Харьковского направления Украинской советской армии А. Скачко издал приказ о формировании 1-й Заднепровской дивизии. Третью бригаду дивизии составили отряды батьки Махно. Греческий полк под командованием В. Тахтамышева стал именоваться 9-м полком 3-й бригады.
19 марта Тахтамышев со своим полком принимал участие в освобождении Мариуполя от белой армии. После освобождения города Дыбенко наградил 9-й полк почётным Красным знаменем, а командиру была объявлена благодарность.
В конце июня полк Тахтамышева с другими частями махновцев занимал часть фронта, протянувшегося от Бердянска до села Покровское. Под его командованием находилось 2000 красноармейцев, из них 1200 без винтовок.
В конце 1919 года безоружный отряд Тахтамышева влился в 14-ю армию и остался в ней, разорвав отношения с махновцами.